# Eficiència quàntica
L'eficiència quàntica és una quantitat definida per un dispositiu fotosensible com la pel·lícula fotogràfica o detector CCD com el percentatge de fotons que xoquen amb la superfície fotoreactiva que produirà un parell electró-forat. És una mesura precisa de la sensibilitat del dispositiu. Sovint es mesura sobre un rang de diferents  longituds d'ona per caracteritzar l'eficiència del dispositiu a cada energia. La pel·lícula fotogràfica té típicament una eficiència quàntica de menys del 10%, mentre els CCDs poden tenir una eficiència quàntica sobre 90% en algunes longituds d'ona.